# Vrćenovica
Vrćenovica (en serbe cyrillique : Врћеновица) est un village de Serbie situé dans la municipalité d'Aleksinac, district de Nišava. Au recensement de 2011, il comptait 361 habitants.

## Démographie

### Évolution historique de la population
| 1948 | 1953 | 1961 | 1971 | 1981 | 1991 | 2002 | 2011 |
| ---- | ---- | ---- | ---- | ---- | ---- | ---- | ---- |
| 876  | 890  | 858  | 753  | 693  | 568  | 501  | 361  |

|  |